# Pendule pesant composé
Un pendule pesant composé est un dispositif en physique. Il est constitué d'un corps lié à un centre ou un axe de rotation et oscillant sous l'effet de son propre poids. Il est dit composé par opposition au pendule simple car, contrairement à ce dernier, il prend en compte le fait que les masses ne sont pas ponctuelles et que les liaisons ne sont pas parfaites.

## Principe
Soit un solide, de masse m, de centre d'inertie G, tournant autour d'un axe pivot horizontal, sans frottement, d'inertie à la rotation (appelé parfois "moment" d'inertie) J : la distance du centre d'inertie à l'axe étant HG = a, le théorème de Huygens donne J = Jo + ma², Jo étant l'inertie à la rotation autour de G,u, avec u parallèle à l'axe de rotation.
La position d'équilibre stable est telle que HG soit vertical descendant : le pendule pend.
Écartons légèrement le pendule de sa position d'équilibre : il oscille, et si les frottements sont négligeables, cette oscillation est périodique de période T : le pendule pendule.
La période des petites oscillations est : {\displaystyle T=2\pi {\sqrt {\frac {J}{mga}}}} , c'est celle d'un pendule simple dit synchrone : l = J/ma = Jo/ma + a > a : son mouvement est strictement semblable à ce pendule simple, soit en oscillation, soit en tournoiement.

## Exemple classique: le cerceau et le compas
L'exemple classique est celui du cerceau oscillant par un point H de la jante : HG = R et Jo = mR^2, soit l = R + R = 2R : le pendule simple synchrone est le pendule de longueur 2R : ce qu'il est simple de vérifier.
Immédiatement, si on les attache par la pensée, on s'aperçoit qu'on peut surcharger à volonté le point B diamétralement opposé à H ; mais aussi le décharger au point même de l'enlever : rien n'est changé. Mais alors, on peut se demander si enlever tout un arc change quelque chose : expérience faite, rien ne change. D'ailleurs rien ne change non plus si on surcharge également le cerceau en des points symétriques. Donc finalement le cerceau peut être de masse linéique variable symétrique diamétralement, et rien n'est changé, on peut le voir en coupant en 2 le cerceau : les deux arcs ont toujours la même période. On peut aussi réduire le pendule à deux masses symétriques sur le cercle, formant comme un compas : la période est la même.

## Pendule simple synchrone: explication physique
Le pendule est caractérisé par HG, Jo et m : tout corps ayant le même HG, Jo et m a le même mouvement : en particulier l'haltère de deux masses, m1 en H et m2 = m-m1 en l telle que :m1 = m(l-a)/l et m2 = m a/l a juste le bon Jo : conclusion : comme la masse m1 est fixe en H, on est ramené au cas du pendule simple de masse m2 placée en l : fin de démonstration. Revoir pendule pesant.

## Réaction au point H
L'axe qui supporte le moyeu doit exercer une force dont les deux composantes selon la verticale ascendante et la direction HG sont : celle opposée au poids m1g et celle de la tension de la barre (sans masse) due au mouvement de m2, calcul usuel.

## Lapendule

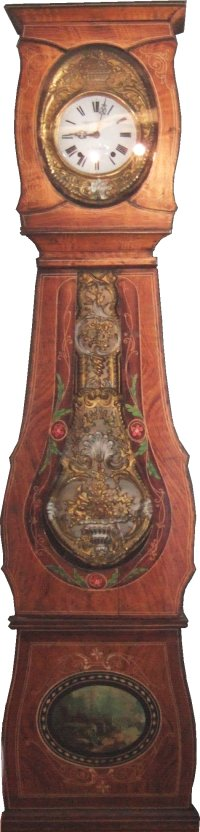
Photographie d'une Comtoise.

Une comtoise est régulée par le mouvement régulier d'amplitude constante grâce à un entretien dû à une petite percussion au passage à la verticale, passage qui correspond à l'échappement de l'ancre, qui tout à la fois induit la percussion et enregistre la seconde écoulée. Pratiquement, la période est celle du pendule simple synchrone correspondant à la barre de longueur d et à la lentille en laiton de rayon R : le calcul donne J = md^2/3 + M(d+R)^2 + MR^2/2. Et le centre de masse G tel que HG = [md/2 + M(d+R)]/(m+M). En pratique, pour compenser la dilatation de d due à la température de la pièce, une masselotte réglable est rajoutée. En gros le pendule est de longueur environ 1 m, de période exactement égale à 2 s, en faisant la correction de Borda, pour l'amplitude finie. On remonte les poids chaque jour, ce qui correspond à une perte énergétique très faible de moins de 100 joules par jour ! Huygens est le grand inventeur de ce mécanisme qui remplaça définitivement le foliot.
Les bonnes pendules permettaient de détecter la différence entre jour vrai et jour solaire moyen ; d'où la devise des horlogers de Louis XIV :  les aiguilles du Soleil sont fausses. Il faut entendre par là qu'ils n'appliquaient pas la deuxième loi de Kepler, qui tient compte de l'excentricité du mouvement elliptique de la Terre, commettant sciemment une erreur systématique, qu'ils mettaient ainsi en évidence. Pourtant cette "erreur" était déjà corrigée sur les cadrans solaires par l'analemme, en forme de huit allongé.